# Hiroyasu Ibata
Hiroyasu Ibata (født 25. juni 1974) er en tidligere japansk fodboldspiller.
Han har spillet for flere forskellige klubber i sin karriere, herunder Nagoya Grampus Eight og JEF United Ichihara.